# Charles Horvath
Charles Frank Horvath (Upper Macungie Township, 27 ottobre 1920 – Woodland Hills, 23 luglio 1978) è stato un attore statunitense.
Ha recitato in oltre 130 film dal 1947 al 1977 ed è apparso in oltre cento produzioni televisive dal 1950 al 1976.

## Biografia
Charles Horvath nacque a Upper Macungie Township, in Pennsylvania, il 27 ottobre 1920. Iniziò a lavorare come controfigura al cinema e cominciò a interpretare piccoli ruoli già dalla fine degli anni 40 per virare poi verso il genere western dai primi anni 50.
Per la televisione, interpretò numerosi personaggi secondari o ruoli da guest star in molti episodi di serie televisive dagli anni 50 agli anni 70.
La sua ultima apparizione sul piccolo schermo avvenne nell'episodio Look Back in Terror della serie televisiva Baretta, andato in onda il 22 dicembre 1976, che lo vede nel ruolo di  Charley, mentre per il grande schermo l'ultima interpretazione risale al film western Un altro uomo, un'altra donna del 1977 in cui interpreta un bandito. In parallelo alla sua carriera di attore, ha partecipato a numerose produzioni cinematografiche e televisive anche come controfigura.
Morì a Woodland Hills, in California, il 23 luglio 1978.

## Filmografia

### Cinema
- L'alibi di Satana (The Unsuspected) (1947)
- L'uomo dei miei sogni (It Had to Be You) (1947)
- So You Want to Be a Detective (1948)
- Johnny Belinda (1948)
- Gli amanti della città sepolta (Colorado Territory) (1949)
- Chimere (Young Man with a Horn) (1950)
- La corsara (Buccaneer's Girl) (1950)
- Chain Gang (1950)
- Golfo del Messico (The Breaking Point) (1950)
- Pirates of the High Seas (1950)
- Il colonnello Hollister (Dallas) (1950)
- Don Daredevil Rides Again (1951)
- I Was a Communist for the FBI (1951)
- Snake River Desperadoes (1951)
- Roar of the Iron Horse - Rail-Blazer of the Apache Trail (1951)
- Tortura (Inside the Walls of Folsom Prison) (1951)
- Il villaggio dell'uomo bianco (When the Redskins Rode) (1951)
- La maschera del vendicatore (Mask of the Avenger) (1951)
- Bonanza Town (1951)
- Pelle di rame (Jim Thorpe -- All-American) (1951)
- Il suo tipo di donna (His Kind of Woman) (1951)
- Saturday's Hero (1951)
- Non cedo alla violenza (Cave of Outlaws) (1951)
- Alan, il conte nero (The Strange Door) (1951)
- Lasciami sognare (Meet Danny Wilson) (1951)
- La lampada di Aladino (Aladdin and His Lamp) (1952)
- Carabina Williams (Carbine Williams) (1952)
- L'angelo scarlatto (Scarlet Angel) (1952)
- The Winning Team (1952)
- Blackhawk: Fearless Champion of Freedom (1952)
- Park Row (1952)
- The Kid from Broken Gun (1952)
- Nostra Signora di Fatima (The Miracle of Our Lady of Fatima) (1952)
- Il corsaro dell'isola verde (The Crimson Pirate) (1952)
- La tigre sacra (Voodoo Tiger) (1952)
- Il diario di un condannato (The Lawless Breed) (1953)
- La meticcia di Sacramento (The Man Behind the Gun) (1953)
- Seminole (1953)
- The Farmer Takes a Wife (1953)
- La spada di Damasco (The Golden Blade) (1953)
- Ad est di Sumatra (East of Sumatra) (1953)
- Notturno selvaggio (The Moonlighter) (1953)
- Per la vecchia bandiera (Thunder Over the Plains) (1953)
- Il comandante del Flying Moon (Back to God's Country) (1953)
- Pioggia (Miss Sadie Thompson) (1953)
- I figli del secolo (Money from Home) (1953)
- La fine di un tiranno (Border River) (1954)
- Il trono nero (His Majesty O'Keefe) (1954)
- Il figlio di Kociss (Taza, Son of Cochise) (1954)
- Sebastopoli o morte (Charge of the Lancers) (1954)
- Il mostro della via Morgue (Phantom of the Rue Morgue) (1954)
- Il terrore delle Montagne Rocciose (Siege at Red River) (1954)
- Gli avvoltoi della strada ferrata (Rails Into Laramie) (1954)
- Ritorno all'isola del tesoro (Return to Treasure Island) (1954)
- Sette spose per sette fratelli (Seven Brides for Seven Brothers) (1954)
- Il re dei barbari (Sign of the Pagan) (1954)
- Vera Cruz (1954)
- Furia indiana (Chief Crazy Horse) (1955)
- Il figlio di Sinbad (Son of Sinbad) (1955)
- Il sindacato di Chicago (Chicago Syndicate) (1955)
- Banditi atomici (Creature with the Atom Brain) (1955)
- Bacio di fuoco (Kiss of Fire) (1955)
- Il conquistatore (The Conqueror) (1956)
- Robin Hood del Rio Grande (Blackjack Ketchum, Desperado) (1956)
- La principessa dei Moak (Mohawk) (1956)
- Il colosso d'argilla (The Harder They Fall) (1956)
- Congiura al castello (Francis in the Haunted House) (1956)
- L'agguato delle 100 frecce (Dakota Incident) (1956)
- Il mostro della California (The Werewolf) (1956)
- Scialuppe a mare (Away All Boats) (1956)
- Sfida alla città (The Boss) (1956)
- I pilastri del cielo (Pillars of the Sky) (1956)
- Il giro del mondo in 80 giorni (Around the World in Eighty Days) (1956)
- 7º Cavalleria (7th Cavalry) (1956)
- Drango (1957)
- Le avventure di mister Cory (Mister Cory) (1957)
- The Girl in the Kremlin (1957)
- Il forte delle amazzoni (The Guns of Fort Petticoat) (1957)
- La donna del destino (Designing Woman) (1957)
- La banda degli angeli (Band of Angels) (1957)
- L'uomo dai mille volti (Man of a Thousand Faces), regia di Joseph Pevney (1957)
- La carica delle mille frecce (Pawnee) (1957)
- La tragedia del Rio Grande (Man in the Shadow) (1957)
- Karamazov (The Brothers Karamazov) (1958)
- Cittadino dannato (Damn Citizen) (1958)
- Live Fast, Die Young (1958)
- Operazione segreta (High School Confidential!) (1958)
- The Thing That Couldn't Die (1958)
- Il capitano dei mari del sud (Twilight for the Gods) (1958)
- Questa è la mia donna (Night of the Quarter Moon) (1959)
- Verboten, forbidden, proibito (Verboten!) (1959)
- Il pistolero di Laredo (Gunmen from Laredo) (1959)
- Duello alla pistola (The Gunfight at Dodge City) (1959)
- Il grande pescatore (The Big Fisherman) (1959)
- Vento di tempesta (The Miracle) (1959)
- Tuoni sul Timberland (Guns of the Timberland) (1960)
- La storia di Ruth (The Story of Ruth) (1960)
- Il figlio di Giuda (Elmer Gantry) (1960)
- Sette strade al tramonto (Seven Ways from Sundown) (1960)
- Spartacus (1960)
- Stella di fuoco (Flaming Star) (1960)
- La squadra infernale (Posse from Hell) (1961)
- Atlantide continente perduto (Atlantis, the Lost Continent) (1961)
- I pirati di Tortuga (Pirates of Tortuga) (1961)
- Tre contro tutti (Sergeants 3) (1962)
- Confessioni di un fumatore d'oppio (Confessions of an Opium Eater) (1962)
- I selvaggi della prateria (The Wild Westerners) (1962)
- Due settimane in un'altra città (Two Weeks in Another Town) (1962)
- 20 chili di guai!... e una tonnellata di gioia (40 Pounds of Trouble) (1962)
- California (1963)
- Il collare di ferro (Showdown) (1963)
- Donne inquiete (The Caretakers) (1963)
- McLintock! (1963)
- Compagnia di codardi? (Advance to the Rear) (1964)
- Una pallottola per un fuorilegge (Bullet for a Badman) (1964)
- Gli indomabili dell'Arizona (The Rounders) (1965)
- L'ultimo tentativo (Baby the Rain Must Fall) (1965)
- War Party (1965)
- Cat Ballou (1965)
- La grande corsa (The Great Race) (1965)
- L'affare Blindfold (Blindfold) (1965)
- Daniel Boone, l'uomo che domò il Far West (Daniel Boone: Frontier Trail Rider) (1966)
- Johnny Reno (1966)
- Smoky, regia di George Sherman (1966)
- The Shakiest Gun in the West (1968)
- Kenner (1968)
- Quel fantastico assalto alla banca (The Great Bank Robbery) (1969)
- Una moglie (A Woman Under the Influence) (1974)
- Death Journey (1976)
- Il principio del domino: la vita in gioco (The Domino Principle), regia di Stanley Kramer (1977)
- Un altro uomo, un'altra donna (Un autre homme, une autre chance) (1977)

### Televisione
- Sky King – serie TV, un episodio (1952)
- Il cavaliere solitario (The Lone Ranger) – serie TV, 2 episodi (1950-1953)
- Space Patrol – serie TV, 4 episodi (1952-1955)
- Passport to Danger – serie TV, 3 episodi (1954-1956)
- General Electric Theater – serie TV, un episodio (1954)
- Stories of the Century – serie TV, un episodio (1954)
- Rocky Jones, Space Ranger – serie TV, 4 episodi (1954)
- Topper – serie TV, episodio 2x28 (1955)
- Commando Cody: Sky Marshal of the Universe – serie TV, un episodio (1955)
- Screen Directors Playhouse – serie TV, episodio 1x12 (1955)
- Sheena: Queen of the Jungle – serie TV, 2 episodi (1955)
- Cheyenne – serie TV, 4 episodi (1956-1957)
- Broken Arrow – serie TV, 3 episodi (1956-1957)
- Soldiers of Fortune – serie TV, 2 episodi (1956)
- Carovane verso il west (Wagon Train) – serie TV, 4 episodi (1957-1962)
- Crossroads – serie TV, episodio 2x24 (1957)
- Gunsmoke – serie TV, un episodio (1957)
- Avventure in elicottero (Whirlybirds) – serie TV, un episodio (1957)
- Le avventure di Rin Tin Tin (The Adventures of Rin Tin Tin) – serie TV, 2 episodi (1957)
- The Adventures of Jim Bowie – serie TV, 2 episodi (1957)
- Tales of the Texas Rangers – serie TV, un episodio (1957)
- Yancy Derringer – serie TV, 2 episodi (1958-1959)
- Disneyland – serie TV, 2 episodi (1958-1959)
- Peter Gunn – serie TV, episodi 1x01-1x10-2x33 (1958-1960)
- Meet McGraw – serie TV, un episodio (1958)
- Le leggendarie imprese di Wyatt Earp (The Life and Legend of Wyatt Earp) – serie TV, un episodio (1958)
- Richard Diamond (Richard Diamond, Private Detective) – serie TV, un episodio (1958)
- I racconti del West (Zane Grey Theater) – serie TV, un episodio (1958)
- Mike Hammer – serie TV, 2 episodi (1958)
- State Trooper – serie TV, 2 episodi (1958)
- Have Gun - Will Travel – serie TV, episodio 2x02 (1958)
- The Californians – serie TV, 2 episodi (1958)
- Indirizzo permanente (77 Sunset Strip) – serie TV, un episodio (1958)
- Northwest Passage – serie TV, 2 episodi (1958)
- Black Saddle – serie TV, 2 episodi (1959-1960)
- Bonanza – serie TV, 3 episodi (1959-1961)
- Sugarfoot – serie TV, un episodio (1959)
- Alcoa Presents: One Step Beyond – serie TV, un episodio (1959)
- Zorro – serie TV, un episodio (1959)
- Border Patrol – serie TV, un episodio (1959)
- Bachelor Father – serie TV, un episodio (1959)
- The Texan – serie TV, 2 episodi (1959)
- I detectives (The Detectives) – serie TV, episodio 1x06 (1959)
- The Lineup – serie TV, un episodio (1959)
- Lawman – serie TV, 2 episodi (1960-1961)
- Avventure in paradiso (Adventures in Paradise) – serie TV, 3 episodi (1960-1961)
- Man with a Camera – serie TV, un episodio (1960)
- Overland Trail – serie TV, un episodio (1960)
- Ai confini della realtà (The Twilight Zone) – serie TV, un episodio (1960)
- The Westerner – serie TV, un episodio (1960)
- Avventure lungo il fiume (Riverboat) – serie TV, un episodio (1960)
- Hong Kong – serie TV, episodio 1x04 (1960)
- Ispettore Dante (Dante) – serie TV, episodio 1x05 (1960)
- The Dick Powell Show – serie TV, 3 episodi (1961-1963)
- Scacco matto (Checkmate) – serie TV, episodio 1x15 (1961)
- The Case of the Dangerous Robin – serie TV, un episodio (1961)
- Gli uomini della prateria (Rawhide) – serie TV, un episodio (1961)
- Coronado 9 – serie TV, un episodio (1961)
- Surfside 6 – serie TV, episodio 1x31 (1961)
- Carovana (Stagecoach West) – serie TV, episodi 1x24-1x32-1x36 (1961)
- Tales of Wells Fargo – serie TV, un episodio (1961)
- Outlaws – serie TV, episodio 2x01 (1961)
- Gli intoccabili (The Untouchables) – serie TV, 4 episodi (1962-1963)
- Ripcord – serie TV, un episodio (1962)
- The Tall Man – serie TV, un episodio (1962)
- Corruptors (Target: The Corruptors) – serie TV, episodi 1x27-1x30 (1962)
- Ben Casey – serie TV, episodio 1x30 (1962)
- Route 66 – serie TV, un episodio (1963)
- Dakota (The Dakotas) – serie TV, episodio 1x19 (1963)
- Daniel Boone – serie TV, 7 episodi (1964-1969)
- La legge del Far West (Temple Houston) – serie TV, un episodio (1964)
- Destry – serie TV, un episodio (1964)
- Il virginiano (The Virginian) – serie TV, episodio 3x13 (1964)
- Branded – serie TV, 4 episodi (1965-1966)
- Organizzazione U.N.C.L.E. (The Man from U.N.C.L.E.) – serie TV, 2 episodi (1965-1966)
- Get Smart – serie TV, 2 episodi (1965-1966)
- Selvaggio west (The Wild Wild West) – serie TV, 2 episodi (1965-1967)
- Viaggio in fondo al mare (Voyage to the Bottom of the Sea) – serie TV, 3 episodi (1965-1967)
- Valentine's Day – serie TV, un episodio (1965)
- Memorandum for a Spy – film TV (1965)
- Polvere di stelle (Bob Hope Presents the Chrysler Theatre) – serie TV, 2 episodi (1965)
- Il ladro (T.H.E. Cat) – serie TV, 2 episodi (1966-1967)
- Le spie (I Spy) – serie TV, 3 episodi (1966-1967)
- La grande vallata (The Big Valley) – serie TV, 3 episodi (1966-1967)
- A Man Called Shenandoah – serie TV, episodio 1x17 (1966)
- Honey West – serie TV, 2 episodi (1966)
- Good Old Days – film TV (1966)
- Batman – serie TV, 2 episodi (1966)
- Squadra speciale anticrimine (The Felony Squad) – serie TV, episodio 1x02 (1966)
- Laredo – serie TV, 3 episodi (1966)
- The Andy Griffith Show – serie TV, 2 episodi (1967-1968)
- Cimarron Strip – serie TV, 2 episodi (1967-1968)
- Ai confini dell'Arizona (The High Chaparral) – serie TV, 2 episodi (1967-1969)
- Strega per amore (I Dream of Jeannie) – serie TV, un episodio (1967)
- I sentieri del west (The Road West) – serie TV, episodio 1x26 (1967)
- Iron Horse – serie TV, 2 episodi (1967)
- Mannix – serie TV, 2 episodi (1968-1972)
- Lost in Space – serie TV, un episodio (1968)
- Missione impossibile (Mission: Impossible) – serie TV, un episodio (1968)
- Mod Squad, i ragazzi di Greer (The Mod Squad) – serie TV, un episodio (1969)
- La mano della vendetta (The Desperate Mission) – film TV (1969)
- Medical Center – serie TV, un episodio (1975)
- Agenzia Rockford (The Rockford Files) – serie TV, un episodio (1975)
- Baretta – serie TV, un episodio (1976)

## Doppiatori italiani
- Gino Baghetti in I pilastri del cielo
- Renato Turi in Cittadino dannato
- Glauco Onorato in Il capitano dei mari del sud